# Serguéi Schepkin
Serguéi Schepkin (nacido el 24 de septiembre de 1962) es un pianista ruso de música clásica afincado en Estados Unidos. Vive en Brookline, Massachusetts .

## Formación
Schepkin nació en San Petersburgo. Comenzó a tocar el piano a la edad de cinco años bajo la tutela de Leah Zelikhman, y estudió piano en el Conservatorio de San Petersburgo con Alexandra Zhukovsky (alumna de Sergei Tarnowsky), Grigory Sokolov y Alexander Ikharev, graduándose summa cum laude en 1985. Dio su primer recital de piano de larga duración en 1978 e hizo su debut orquestal con la Orquesta Sinfónica Académica de San Petersburgo bajo la batuta de Vladislav Chernushenko en 1984. 
Después de su traslado permanente a los Estados Unidos en 1990, estudió con Russell Sherman en el Conservatorio de Nueva Inglaterra en Boston, donde obtuvo un Diploma de Artista en 1992 y un Doctorado en Artes Musicales en 1999. También practicó con Paul Doguereau en 1994–98. 

## Trayectoria
Hizo su debut en un recital en el Carnegie Hall en 1993 (en Weill Recital Hall ),  y ha actuado como solista y músico de cámara en todo el mundo. Ha aparecido en el Great Performers Series del Lincoln Center for the Performing Arts,  Celebrity Series de Boston,   el Museo Metropolitano de Arte de Nueva York,   el Museo Gardner de Boston y Emmanuel Music, Kennedy Center for the Performing Arts y Phillips Collection en Washington D. C., series LACMA  y Maestro Foundation  en Los Ángeles, Sumida Triphony Hall en Tokio, así como las salas Gran y de Cámara de la Filarmónica de San Petersburgo. Ha actuado bajo la batuta de directores como Kazuyoshi Akiyama, Karsten Andersen, Keith Lockhart, Jonathan McPhee, Klauspeter Seibel y Vassily Sinaisky. Sus conciertos y grabaciones han sido reseñados por The New York Times,      The Boston Globe,     Los Angeles Times, Asahi Shimbun, BBC Music Magazine,   International Piano,  Fanfare, American Record Guide, Musicweb-International,      y otras publicaciones. Sergey Schepkin es un artista de los pianos Steinway. 

## Docente
Schepkin también es un activo educador. Formó parte de la facultad del Conservatorio de San Petersburgo en 1988-1990 (donde también fue asistente de la profesora Ekaterina Murina en 1987-89) y fue profesor asistente visitante en la Universidad de Iowa en 1997-1998. Es profesor de piano en la Universidad Carnegie Mellon de Pittsburgh, donde enseña desde 2003;  enseñó en el Conservatorio de Boston en 2006-07. En 2011-13, fue nombrado profesor asociado visitante en la Universidad de Boston,  y enseñó en el MIT en el periodo 2014-16. Ha enseñado en la facultad de piano de Educación Continua y Preparatoria del Conservatorio de Nueva Inglaterra desde 1993. Ha presentado conferencias-recitales y clases magistrales en el Conservatorio de Nueva Inglaterra, la UCLA, el Conservatorio de San Francisco, el Conservatorio Oberlin, el MIT, la Escuela de Música Longy, la Universidad de Duquesne, el Centro de Artes Creativas de Nueva Orleans, la Academia Noruega de Música y otros centros.

## Discografía
- 1989 Ganadores del Concurso Internacional de Música Queen Sonja de 1988, Oslo. simax
- 1995 Bach : Las variaciones Goldberg. Ongaku [27]
- 1996 Bach : Las seis partitas para teclado, Volumen I: Partitas I-IV. Ongaku [28]
- 1997 Bach : Las seis partitas para teclado, volumen II: Partitas V y VI, cuatro duetos, obertura al estilo francés. Ongaku [29]
- 1999 Bach : El clave bien temperado I. Ongaku [30]
- 2000 Schnittke : Sonatas para violín núms. 1 y 2, con Joanna Kurkowicz, violín. Puente [31]
- 2000 Bach : El clave bien temperado II. Ongaku [32]
- 2003 Debussy : Preludios I, Imágenes I, Máscaras, D'un cahier d'esquisses, L'isle joyeuse. Centauro [33]
- 2006 Mussorgsky : Cuadros de una exposición; Rachmaninoff: Siete preludios. Flores del Norte [34]
- 2007 Bach : Schepkin interpreta Bach Volumen 1, Capriccio en si bemol, Partita No. 6, El Concierto italiano. Flores del Norte [35]
- 2010 Bach : Variaciones Goldberg . Rey Internacional
- 2011 Brahms : Obras tardías para piano. Rey Internacional
- 2013 Schumann : Liederkreis ( Kerner Lieder; Lenau Lieder y Requiem; Eichendorff Liederkreis ), con Darren Chase, barítono. Arabesco
- 2014 Bach : Las Seis Suites Francesas, Fantasía y Fuga Cromática, Fantasía y Fuga en La menor, BWV 904. Steinway e hijos [36]
- 2016 Bach : Las Seis Partitas. Steinway e hijos [37]